# 行橋市立今元中学校
行橋市立今元中学校（ゆくはししりついまもとちゅうがっこう, Yukuhashi City Imamoto Junior High School）は、福岡県行橋市今井にある公立中学校。

## 概要
在籍児童数145名、学級数8室（令和3年4月現在）。

## 沿革
- 1947年（昭和22年）4月 - 開校
- 1954年（昭和29年）10月 - 市制施行により校名を行橋市立今元中学校と改称

## 部活動
- 野球部
- ソフトテニス部
- バレーボール部（女子）
- バスケットボール部（男子）
- 陸上部
- 音楽部
- 美術部

## 学区
行橋市立今元小学校と行橋市立蓑島小学校の校区。

## 交通
- JR九州 日豊本線 「南行橋駅」から 徒歩約25分
- JR九州 日豊本線 「行橋駅」から 徒歩約40分
- 太陽交通(福岡県) 長井線 「金屋」から 徒歩約10分